# دوروتی مک‌کیل
دوروتی مک‌کیل (انگلیسی: Dorothy Mackaill؛ ۴ مارس ۱۹۰۳ – ۱۲ اوت ۱۹۹۰) بازیگر اهل ایالات متحده آمریکا بود. 
از فیلم‌هایی که وی در آن نقش داشته است، می‌توان به دو هفته مرخصی، جارزن، دست‌نیافتنی، شب بانوان در حمام، خوش‌اخلاق باش بانو و جاذبه‌های شهر بزرگ اشاره کرد.